# كارلوس كونتريرز
كارلوس كونتريرز (بالإسبانية: Carlos Contreras)‏ هو مدرب كرة قدم ولاعب كرة قدم هندوراسي، ولد في 6 سبتمبر 1991 في كوماياغوا في هندوراس. لعب مع نادي كولورادو سبرينغس.